# ليندساي ألكوك
ليندساي ألكوك (بالفرنسية: Lindsay Alcock)‏ (و. 1977  م) هي متزلجة تزلج صدري كندية، ولدت في كالغاري، شاركت في الألعاب الأولمبية الشتوية 2006، والألعاب الأولمبية الشتوية 2002، وFIBT World Championships 2004 ‏.

## روابط خارجية
- ليندساي ألكوك على موقع IBSF (الإنجليزية)
- ليندساي ألكوك على موقع أوليمبيديا (الإنجليزية)